# Groth & Co
Groth & Co (tidigare L.A. Groth & Co) är Nordens äldsta konsultföretag inom immaterialrätt. Företaget är grundat 1869 av Lorentz Albrecht Theodor Groth (Albert). En av företagets första kunder var Alfred Nobel och hans uppfinning Extra-Dynamit.
Företaget är verksamt över hela världen. Huvudkontoret finns i Stockholm. Kontor finns dessutom i Tyskland, Spanien samt i Kina.
Groth & Co har instiftat Signumpriset.